# Liebje Hoekendijk
Lioba (Liebje) Hoekendijk (Rotterdam, 23 juni 1931 – Bussum, 26 oktober 2021) was een Nederlandse programmamaakster, schrijfster en stimulator van vrijwilligerswerk in Nederland.

## Leven en werk
Hoekendijk werd in 1931 geboren als dochter van de evangelist en illustrator Karel Hoekendijk en Elisabeth La Rivière. Ze volgde onderwijs op de Werkplaats Kindergemeenschap van Kees Boeke. Zij trouwde jong met de hervormde predikant en vormingswerker Henk Kuylman (1921-2006). Aanvankelijk werkte ze als vrijwilligster. Later was zij vormingswerker op het vormingscentrum Den Alerdinck in Heino. Op latere leeftijd volgde ze de parttime urgentieopleiding aan de sociale academie. Daarna ontwikkelde ze voor de televisie het programma Werkwinkel dat door de NOS werd uitgezonden. Het concept ”werkwinkel” werd ook in Engeland overgenomen. Ze nam diverse initiatieven op het terrein van het vrijwilligerswerk. Zo ontstond onder haar leiding het Landelijk Steunpunt Vrijwilligerswerk. Andere spraakmakende projecten van haar waren Tieners Aktief en Technika 10. Met dat laatste project probeerde zij bij jonge meisjes de interesse voor techniek te stimuleren. Op Europees niveau vervulde ze de functie van algemeen secretaris van het platform voor vrijwilligerswerk. 
Samen met haar tweede partner Joos Korporaal (1923-2013) organiseerde Hoekendijk in de periode 1996 t/m 2000 de landelijke vrijwilligersdag, een verre voorloper van NL Doet.
In 2002 werd ze voor haar inspanningen voor het Nederlandse vrijwilligerswerk benoemd tot officier in de Orde van Oranje Nassau.
Van haar hand verschenen diverse publicaties op het terrein van het vrijwilligerswerk. In haar latere boeken behandelde ze welke rol ouder wordende mensen in de samenleving kunnen spelen. In haar laatste boek beschrijft ze de levensverhalen van enkele door het geloof geïnspireerde personen uit haar directe omgeving; het zijn de verhalen over haarzelf, haar broer Ben Hoekendijk, Joos Korporaal, Henk Kuylman en Henk Timmerman.